# Помаранчева вулиця
Помара́нчева ву́лиця — вулиця в Солом'янському районі міста Києва, селище Жуляни. Пролягає від вулиці Ганни Арендт до кінця забудови.

## Історія
Вулиця виникла в середині 2000-х років під назвою Апельсинова як одна з  вулиць садового товариства. Сучасна назва — з 2015 року.